# Teissières-lès-Bouliès
Teissières-lès-Bouliès – miejscowość i gmina we Francji, w regionie Owernia-Rodan-Alpy, w departamencie Cantal.
Według danych na rok 1990 gminę zamieszkiwało 319 osób, a gęstość zaludnienia wynosiła 16 osób/km² (wśród 1310 gmin Owernii Teissières-lès-Bouliès plasuje się na 537. miejscu pod względem liczby ludności, natomiast pod względem powierzchni na miejscu 452.).